# Eiji Gaya
Eiji Gaya (賀谷 英司, Gaya Eiji) est un footballeur japonais né le 8 février 1969.